# 도로고
도로고(道路考)는 조선 영조 때의 실학자 신경준이 영조 46년(1770년)에 편찬한 저서이다. 각 도(道)의 이정(理程)을 기록한 책이다.
서울에서 각 지방에 이르는 대로(大路)와 능·원·묘(陵園墓)의 정로(正路), 8도 각 읍 4지방통로 및 제영(諸營)의 이수(里數)는 물론, 변경지방의 연로(沿路), 역체파발로(驛遞擺撥路), 해로(海路), 봉로(烽路), 교린사행로정리(交燐使行路程里)까지 수록하였다. 부록에 조석(潮汐)이나 풍우를 만났을 때 선로(船路)에 관한 사항 등을 실은 것이 주목할 만하다.

## 참고 자료
- 이 문서에는 다음커뮤니케이션(현 카카오)에서 GFDL 또는 CC-SA 라이선스로 배포한 글로벌 세계대백과사전의 내용을 기초로 작성된 글이 포함되어 있습니다.